# 香西元秋
香西 元秋（こうざい もとあき）は細川京兆家の内衆。

## 概要
『後法興院記』明応4年（1495年）10月26日条によれば、元秋は兄の元長が山城守護代に任命されると、その翌月には兄とともに寺社領に立ち入り、五分一済の徴収を開始している。身延文庫本『雑々私要抄』紙背文書を見るに、元秋が紀伊郡の郡代・生夷景秀などの諸郡代と元長との間に位置し、香西氏の家政を執っていたと考えられる。また、「九条家文書」によると九条家の申し出を受け、同家領への半済停止を元長へ取り次いでいる。九条家との関わりは、元長が政元の養子である細川澄之（九条政基の実子）に与していたことと関連していると考えられる。
永正4年（1507年）6月23日に元長が 家臣を使って主君の細川政元を暗殺すると（永正の錯乱）、元秋も兄に従った。ただし、『不問物語』では元秋と元能が主犯格であり、元長は暗殺の後に合流したという。翌24日には細川澄元邸を攻め、澄元や三好之長等を近江国に追いやったものの、京都百々橋での合戦で弟の元能とともに戦死した。